# Телетль
Теле́тль (авар. Тӏелекь) — село в Шамильском районе Дагестана. Административный центр сельского поселения «Сельсовет „Телетлинский“».

## Географическое положение
Расположено в 16 км к востоку от районного центра села Хебда, на правом берегу реки Телетльтляр.

## Население
| 1869  | 1888  | 1895  | 1926  | 1939  | 1970  | 1989  |
| ----- | ----- | ----- | ----- | ----- | ----- | ----- |
| 1648  | ↗1686 | ↗1824 | ↘1650 | ↗2220 | ↗2541 | ↘1873 |
| 2002  | 2010  | 2021  |       |       |       |       |
| ↗2860 | ↗3551 | ↘3313 |       |       |       |       |